# Krisztián Berki
Krisztián Berki (pronunciación húngaro: [Kristia ː n bɛrki], nacido el 18 de marzo de 1985 en Budapest) es un gimnasta húngaro, campeón olímpico en caballo con arcos en Londres 2012, y campeón del mundo en el mismo ejercicio en Róterdam 2010, Tokio 2011 y Nanning 2014.
Su primer gran torneo internacional fue el Campeonato de Europa de 2004 celebrado en Liubliana (Eslovenia), donde ganó la medalla de bronce en caballo con arcos, después de un total de 9,700, 0,025 menos que el ganador, el rumano Ioan Suciu. 
Es campeón olímpico de 2012, Campeón del Mundo de 2010 y 2011, y ganó la medalla de plata en el Mundial de 2007 y 2009. También es Campeón de Europa 2005, 2007, 2008, 2009, 2011 y 2012. Ganó la Universiada de 2009 en Belgrado. En 2010 y 2011 fue elegido Deportista húngaro del Año por sus logros.
En la actualidad está considerado como el mejor en caballo con arcos de todos los tiempos por la Federación Internacional de Gimnasia. Él es un atleta de Újpesti TE.

## Juegos olímpicos de 2012
En los Juegos Olímpicos de 2012, Berki compitió y ganó la competición de caballo con arcos, ganando la medalla de oro con una puntuación de 16.066, exactamente la misma puntuación que el atleta británico Louis Smith, pero se adjudicó el oro con una puntuación mayor de ejecución. El compañero del equipo GB de Smith, Max Whitlock ganó la medalla de bronce.